# Annette Giesriegl
Annette Giesriegl (* 7. August 1966 in Innsbruck) ist eine Sängerin, die als Improvisationsvokalistin auch mit Unterstützung der Elektronik (Loops, Effekte) arbeitet.

## Leben und Wirken
Giesriegl erhielt ab 1976 klassischen Klavierunterricht. Von 1984 bis 1988 absolvierte sie ein klassisches Gesangsstudium am Tiroler Landeskonservatorium. Daneben studierte sie von 1985 bis 1989 Erziehungswissenschaften an der Universität Innsbruck. Zwei Jahre später begann sie an der Kunstuniversität Graz ein Studium des Jazzgesangs (bei Jay Clayton, Mark Murphy, Sheila Jordan und Andy Bey), das sie 1997 abschloss. Parallel dazu absolvierte sie diverse Workshops in freier Improvisation, Obertongesang und indischem Gesang.
Giesriegl betrieb kollaborative Projekte wie die Vist AG mit dem Vienna Improvisers String Trio, das Annett4Tett sowie das Duo Vocalchordestra. Mit Veryan Weston und dem Vociferous Choir führte sie die Komposition Different Tessellations (2011) auf. Mit Seppo Gründler gründete sie 2012 das Styrian Improvisers Orchestra; zudem gründete sie ein Improvisationsforums für Tanz und Musik. Weiterhin arbeitete sie mit dem Vienna Improvisers Orchestra, in Primal Fruit Cake (mit John Edwards, Dave Fowler, Frank Charlton und Carmel Morrissey) und als Two Voices mit Jay Clayton. Daneben wirkte sie auch im Bereich zeitgenössischer Musik (etwa mit Gerhard Rühm und im Duo Zoom mit Mia Zabelka) sowie im Musiktheater.
Daneben ist Giesriegl im In- und Ausland auch als Dozentin tätig, insbesondere an der Kunstuniversität Graz.

## Diskographische Hinweise
- Annett4tett: hear i am (Extraplatte, 2003, mit Stefan Heckel, Karl Sayer, Ingrid Oberkanins)
- VocalChordestra: Free Ethno (Extraplatte 2006, mit Franz Schmuck)
- Barcode Quartet: You’re It (Slam Records 2012, mit Alison Blunt, Elisabeth Harnik, Josef Klammer)
- Patchwork Voices: Puzzling (AUT Records 2014, mit Claudia Cervenca)
- Giesriegl & Schindler: So{u}ndages (Creative Sources 2015)

## Lexikalischer Eintrag
- Georg Demcisin: Giesriegl, Annette. In: Oesterreichisches Musiklexikon. Online-Ausgabe, Wien 2002 ff., ISBN 3-7001-3077-5; Druckausgabe: Band 2, Verlag der Österreichischen Akademie der Wissenschaften, Wien 2003, ISBN 3-7001-3044-9.